# Ладожко езеро
Ладожкото езеро (Ладога, на руски: Ладожское озеро) е езеро в Европейската част на Русия, Ленинградска област и Република Карелия с площ от 18 300 km2 и принадлежи към водосборния басейн на Балтийско море от Атлантическия океан. То е най-голямото езеро в Европа и 3-то по големина в Русия след Каспийско море и езерото Байкал.

## География

### Местоположение
Ладожкото езеро се намира в северозападната част на Източноевропейската равнина, на територията на Ленинградска област (около 60%) и Република Карелия (около 40%), на 5,1 m н.в. Езерото се е образувало преди около 10 хил. години, след запълването на простиращата се от северозапад на югоизток котловина, от водата, стичаща се от южния край на топящия се континентален ледников щит, покриващ по това време Северна Европа.

### Географски параметри
Площта на водното огледало е 17 900 km2, а заедно с островите в него площта му е 18 300 km2, обем 838 km3, дължина от север на юг 219 km, максимална ширина 125 km и максимална дълбочина 230 m, разположена в северната част на езерото между Валаамския архипелаг на изток и Западния архипелаг на запад.

### Брегова линия, острови
Дължината на бреговата линия на Ладожкото езеро е 1570 km. Северните брегове на езерото са изградени от кристалинни скали и са високи и силно разчленени, като дългите и тесни полуострови продължават във водите на езерото с поредица от малки острови, като образуват шхерен тип бряг. На юг брега става нисък и равен, завършващ с тесни каменисти плажове, а малките заливи са обрасли с влаголюбива растителност. По южното крайбрежие на Ладожкото езеро три големи залива: Свирски залив (Свирска губа) на изток, Волховски залив (Волховска губа) на югоизток и залива Петрокрепост (бухта Петрокрепост). В първите два залива се вливат трите най-големи притока на езерото – реките Сяс, Волхов и Свир, а от третия изтича река Нева.
В езерото са разположени над 660 острова като най-големи са: Риекалансари (55 km2, Мантинсари (39 km2), Килполе (32 km2), Тулолансари (30 km2), Валаам (28 km2) и др.

### Водосборен басейн
Водосборният басейн на Ладожкото езеро е 282,7 хил. km2 и се простира на територията на три държави: Русия – Република Карелия (южната част), Ленинградска област (около 2/3 от територията ѝ), Архангелска област (крайната западна част), Вологодска област (крайната северозападна част), Тверска област (малки участъци на север и северозапад), Новгородска област (цялата област с изключение на най-източната част) и Псковска област (югоизточната част); Финландия – югоизточната част на страната и Беларус – малък участък от най-северната част на Витебска област.
Границите на водосборния басейн на ладожкото езеро са следните:
- на юг, запад и северозапад – водосборните басейни на река Западна Двина и други по-малки реки, вливащи се в Балтийско море;
- на север и североизток – водосборните басейни на малки реки, вливащи се в Бяло море;
- на изток – водосборния басейн на река Волга, вливаща се в Каспийско море.

Ладожкото езеро е главният водоем в европейската система от велики езера, включваща езерата Саймаа (във Финландия), Онежко и Илмен (в Русия). Водите от тази система се оттичат чрез най-пълноводната къса река на континента Нева (74 km) във Финския залив на Балтийско море. Водосборният басейн на Ладожкото езеро включва водосборните басейни на тези три големи езера и още множество по малки, при сравнително малък собствен водосборен басейн, равен на 48,3 хил. km2 (17%).

### Притоци
Ежегодно в Ладожкото езеро постъпват около 83 km3 води, 70% от които се осигуряват от водите на река Свир (220 km, 83 200 km2), изтичаща от Онежкото езеро, река Волхов (224 km, 80 200 km2), изтичаща от езерото Илмен и река Вуокса (156 km, 68 700 km2), изтичаща от финландското езеро Саймаа и отводняваща част от многобройните финландски езера. Оттокът на всяка от тях се регулира от изградени хидровъзли с функциониращи ВЕЦ-ове. Още 16% от постъпващата вода в езерото идва от други 16 по-малки реки, а останалите 14% – от падащите върху езерото атмосферни валежи.

### Хидроложки показатели
Обемът на Ладожкото езеро е 838 km3. Основният разходен баланс на езерото се осъществява чрез оттока на река Нева, а 9% се изпаряват. Пълният водообмен на езерото се осъществява за около 10 години. Средния диапазон на годишното изменение на нивото на езерото е равен на 0,69 m (от 0,21 m в маловодната 1940 г. до 1,26 m в многоводната 1962 г.). Южните плитки части на Ладожкото езеро замръзват през месец октомври и ледената покривка постепенно се разширява на север към най-дълбоките части на езерото до средата на месец януари, когато в изключително сурови зими то изцяло замръзва, а размразяването започва през февруари. В зими с чести затопляния езерото замръзва частично, като от 20 до 40% от неговите най-дълбоки части остават открити. В такива зими топлинният запас на основната водна маса е минимален, а пролетно-лятното затопляне е продължително.
Към 15 май в южните части на езерото температурата на повърхността се повишава до 4 °C, а в северните дълбоководни райони 2,5 – 3 °C. В края на юни и първата десетдневка на юли температурата на водата до 20 – 40 m дълбочина се нагрява до 10 – 15 °C, а по надолу не надвишава 5 °C.
Минерализацията на водата на Ладожкото езеро е малка (64 мг/л), при устието на река Свир е още по-малка, при устието на река Вуокса – двойно по-малка, а при устието на река Волхов – 1,5 пъти по-голяма. За последните 30 години на ХХ в. минерализацията на водата в езерото се е увеличила с 16% вследствие на природни причини и замърсяването на вливащите се в него води. Съставът на водата е хидрокарбонатно-сулфатно-калциев, благодарение на което развитието на планктона в езерото е възможно до дълбочина до 8 – 12 m. Съдържанието на кислород в ладожките води и много голямо, а повърхностния слой се наблюдава и пресищане с кислород, отделящ се при размножаването на микроводораслите.

## Население
По бреговете на Ладожкото езеро са разположени множество населени места:
- Ленинградска област – градове: Приозерск, Шлиселбург, Нова Ладога и Сясстрой;
- Република Карелия – градове: Лахденпохя, Сортавала и Питкяранта.

## Стопанско значение
Ладожкото езеро е основен източник за водоснабдяване на град Санкт Петербург и основен воден път към Беломоро-Балтийския и Волго-Балтийския плавателни канали. от 1976 до 1983 г. рязко се увеличава антропогенното въздействие на водите в езерото вследствие на развитието на промишлеността и селското стопанство на територията на водосборния басейн на езерото и на неговото крайбрежие. С цел намаляване на замърсеността на езерните води през 1986 г. северно от устието на река Вуокса е закрит Приозерския целулозно-хартиен комбинат, след което се забелязва тенденция на намаляване на съдържанието на замърсяващи органични вещества и фосфор, предизвикващи „цъфтене на водата“ – масово размножаване на синьо-зелени водорасли. От 1957 г. се извършва регулярно изследване на водния режим, химическия състав на водата и екологичното състояние на езерните водни маси.

## История
Ладожкото езеро е било важна част от търговския Път от варягите към гърците. Историческата руска столица Старая Ладога получава името си от името на езерото.
Средновековният Валаамски манастир (основан през XIV век) се намира на най-големия в Ладога остров Валаам. През 1611 г. манастирът е изоставен заради честите шведски набези. Възстановен е през 1715 г. с указ на цар Петър I.
През периода на обсадата на Ленинград езерото е единствената връзка с обсадения град. Доставката на провизии и боеприпаси е извършвана с камиони по леда на езерото през зимата и с лодки през лятото.

## Други
На Ладога е наречена улица в кварталите „Красно село“ и „Борово“ в София (Карта).

## Топографски карти
- Лист от карта P-36-В,Г Петрозаводск. Мащаб: 1 : 500 000. Издание 1988 г.
- Лист от карта O-36-А Ленинград. Мащаб: 1 : 500 000. Издание 1988 г.